# Елаф Алі
Елаф Алі (швед. Elaf Ali; нар. 23 лютого 1987, Багдад, Ірак) — шведська журналістка, авторка і ведуча.

## Біографія
Алі приїхала до Швеції в 1991 році і виросла у Ф'єлкінге за межами Крістіанстада.
У 2017 році вона була колумністом Expressen. У 2018 році вона була ведучою програм новин SVT Nyheter і Rapport, а в 2019 році вона була ведучою новин на програмі P3 Nyheter. У кількох випадках вона виступала проти злочинів честі і регулярно відвідує школи та читає лекції з цього питання.
У 2021 році вона видала автобіографічну книгу «Хто щось сказав про кохання? Звільнитися від гніту честі» (швед. «Vem har sagt något om kärlek? Att bryta sig fri från hedersförtryck»), де вона описує контроль і гноблення, яким вона піддавалася підростаючи, і як вона боялася свого батька більшу частину часу. Пізніше вона помирилася зі своїм батьком у процесі, який вона описує як важку подорож як для неї, так і для батька.
З літа 2021 року Елаф Алі є автором розділу «Культура» для Svenska Dagbladet. Вона також є учасницею панелі телепрограми «IFS – іммігранти для шведів», яка транслюється на SVT. Разом із Кірсті Армстронг вона брала участь у 2023 році як міський репортер для сатиричної програми Шведські новини на SVT.

## Скандали
В ефірі гумористичної телепрограми «IFS – іммігранти для шведів», що виходить на шведському суспільному телеканалі SVT, журналістка заявила про українських жінок-іммігранток:
| «... вони блондинки і зливаються з натовпом, тому ви не помічаєте їхньої присутності, крім як у борделях».[10] |

## Призи та нагороди
- 2021 – Kristianstadsbladets kultur- och nöjespris[sv][11]
- 2021 – TCO:s Kulturprisstipendium[sv][12]
- 2021 – Adlibrispriset[sv] för Årets ungdomsbok[13]
- 2021 – Nominerad till Slangbellan[sv][14]
- 2022 – Carl von Linné-plaketten[sv][15]